# Das Mädchen aus dem wilden Westen
Das Mädchen aus dem wilden Westen (Alternativtitel: Das Valutamädel) ist eine deutsche Komödie aus dem Jahre 1919.

## Handlung
Cowgirl holt sich ihren Cowboy.

## Hintergrund
Produktionsfirma war die Projektions-AG »Union« (PAGU) Berlin. Der Film hatte eine Länge von vier Akten auf 1298 Metern, ca. 71 Minuten. Die Reichsfilmzensur erteilte dem Film ein Jugendverbot am 17. August 1920 (Nr. 291). Die Uraufführung fand dann im September 1920 im Mozartsaal Berlin statt.

## Trivia
Der Begriff Valutamädel ist ein veralteter wienerischer Ausdruck für eine Prostituierte.